# Gastronomia de Setmana Santa

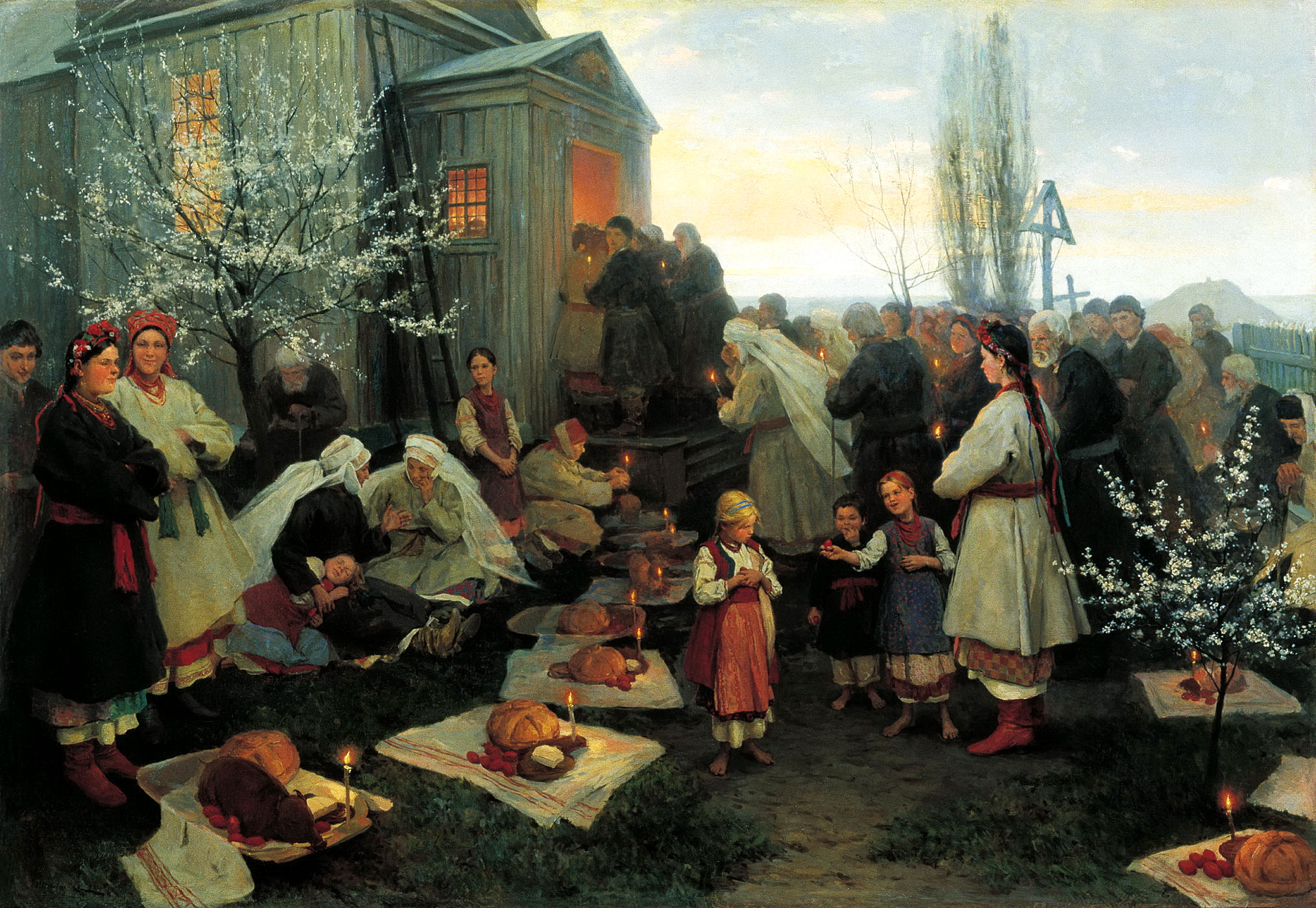
El pa de pasqua (en ucraïnès Kulich) -Pintorː Mykola Pymonenko.

La gastronomia de la Setmana Santa es correspon a tots els costums culinaris i tots els aliments permesos durant el període sagrat del cristianisme i sol transcórrer des del Diumenge de Rams fins al Diumenge de Resurrecció, des del punt de vista litúrgic. Cada país (amb alguna representació o grup cristià) sol tenir algun conjunt de plats, o preparats, característics d'aquesta data que, per norma general, no conté carn a conseqüència de l'abstinència observada durant aquest període.
Generalment, s'oposa per complert a l'abundància mostrada durant el Carnaval, una de les seves característiques és l'austeritat de la gastronomia de la Setmana Santa, tant en l'elaboració dels aliments com en els ingredients emprats. La tradició diu que el Divendres Sant i el Dimecres de Cendra ha de regnar el dejú i l'abstinència de qualsevol tipus d'aliment durant tot el dia, aquest dejú inclou els sis Divendres de Quaresma on l'abstinència només serà d'aliments elaborats amb carn.
Generalment, s'oposa per complert a l'abundància demostrada durant el carnaval, una de les seves característiques és l'austeritat de la gastronomia de la Setmana Santa, tant en l'elaboració dels aliments com en els ingredients emprats. La tradició diu que el Divendres Sant i el Dimecres de Cendra s'ha de fer dejuni i la gent s'ha d'abstenir de qualsevol tipus d'aliment durant tot el dia, aquest sacrifici abasta els sis Divendres de Quaresma on l'abstinència només serà d'aliments elaborats amb carn.
El dejú s'ha d'entendre com no fer més que un sol àpat al dia i en abstenir-se de certs menjars. Aquesta imposició obliga a seguir unes regles gastronòmiques estrictes pel que fa als ingredients i a les quantitats, els peixos acompanyats de tota mena de verdures, llegums, etc. i els dolços passen a ser els ingredients protagonistes de gairebé tots els àpats. Solen ser plats, generalment, amb gran capacitat de sacietatː ajuden a evitar la temptació del consum de carn.
Antigament, l'únic àpat que es feia durant el dejú era al ocàs, més tard es va fixar a les tres de la tarda, i des del segle XIV es permet fer-lo al migdia. Aquest àpat és anomenat col·lació.
L'únic àpat que es feia durant el dejú antigament era durant l'ocàs, després d'algun temps es va fixar a las tres de la tarda, i posteriorment ja des del segle XIV es permet fer-la al migdia.
La carn és el producte principal d'abstinència, comprèn tant la carn vermella (bou, vedella…) com la carn blanca (conill, pollastre…) i la de caça. Aquest precepte s'aplica per igual als productes de carnː embotits i altres derivats. De vegades es permet l'ús de la cansalada, sempre que no sigui possible cuinar amb olis vegetals i altres herbes.

## Aliments de desdejuni

### Carns
Un altre plat molt típic de la Setmana Santa és l'arròs amb margalló, que sol anar acompanyat d'una picada de iuca peu d'elefant amb ou i ensalada russa. També és freqüent el consum de confitats i vinagretes, així com els tamals muts (tamals de blat farcits de fesols), tamals rostits, tamals de blat de moro, tamals de midó i pa de pessic. Un dels aliments preferits per aquestes festivitats és la carbassa de cabell d'àngel, amb la qual s'elaboren mels, carbassa cristal·litzada, cabell d'àngel i panades. L'arròs amb llet és un altre postre típic d'aquestes festes. Altres postres són les figues en almívar o ensucrades i la mel d'aranger. Algunes famílies tenen com a tradició l'elaboració de brioixos casolans.
La carn és el menjar principal d'abstinència, la prohibició abasta tant la carn vermella (bou, vedella…) com la carn blanca (pollastre, cabrit, etc) i la de cacera. En alguns casos es permet emprar cansalada, sempre que no sigui possible cuinar amb olis vegetals i herbes.
Tot i que la Biblia no parla de menjar peix durant la Setmana Santa, això s'ha mantingut per tradició com una mena de commemoració cap a la Passió i Mort de Jesús.
Aquest costum prové de la filosofia dels pagans, els quals oferien culte a la deessa de la pau, el plaer i la fertilitat, Venus (a la mitologia romana) o Freia (a la mitologia nòrdica). Es diu que la paraula "PEIX" prové de la paraula "DAG", que es tradueix en augment, i això es deu al seu alt índex de reproducció, el peix fou emprat com a símbol de la fertilitat des de l'antiguitat.
Els antics romans van associar el peix amb Venus, i va ser emprat com el seu principal símbol en el dia de la seva festivitat, el divendres, durant el qual es menjava peix en honor de la deessa.
Les ensenyances de l'Església es basen en l'evangeli de Joan (21ː5) "Llavors Jesús els va dirː Fills, ¿Potser teniu algun peix? Li van respondreː No. I ell els va dirː Llençéu la xarxa i trobareu pesca, llavors la van llençar i no la podien treure per la gran quantitat de peixos", i en el de Lluc (9ː13) "Doneu-li vosaltres de menjar i van dir ellsː No tenim més que cinc pans i dos peixos, després Jesús els multiplica". D'aquesta manera se cerca honorar els desitjos que va tenir Jesús en vida en el dia de la seva mort.
L'Església Catòlica prohibeix el consum de carn el Divendres Sant, només permet el consum de vegetals (fruita i verdures) i de peix i marisc; també permet el consum d'altres productes d'origen animal com l'ou, la llet i la mel. Això també s'aplica al Dimecres de Cendra i als sis Divendres de Quaresma.

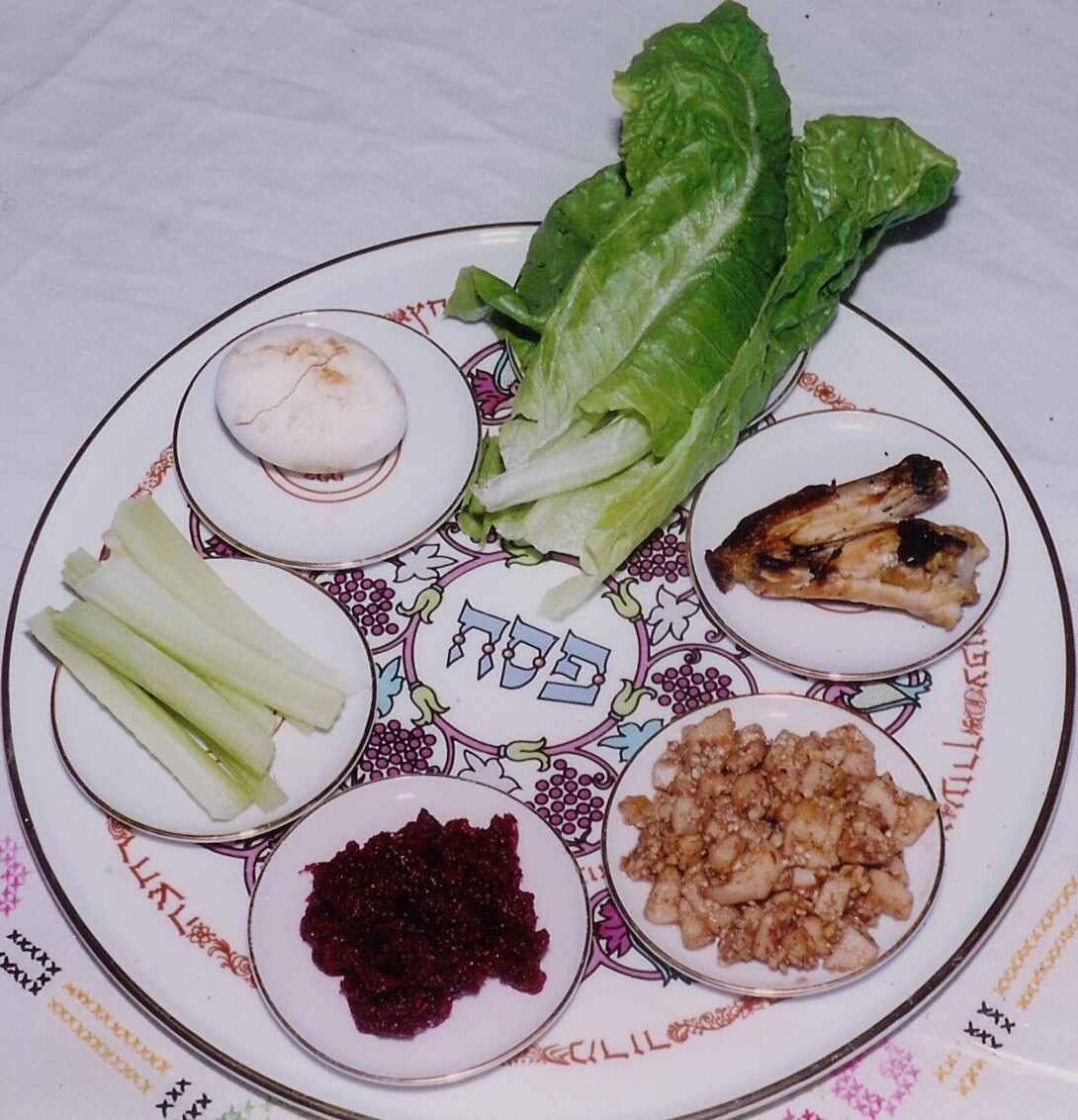
Col·locació tradicional dels ingredients de la Kearà. Els ingredients (en el sentit de les agulles del rellotge des de la part superior)ː Txazeret (enciam), Z'roah (cama de xai rostida, o pit o coll de pollastre), charoset (una `pasta feta amb Nou (fruit del noguer) picada, pomes o dàtils, canyella, vi dolç i mel), Maror (rave picant) Karpas (julivert, api o patata cuita i beitzah (ou dur).

Només són objecte de dejuni durant la quaresma, no obstant hi havia butlles especials per poder menjar làcticsː els "Indults de Lacticinis". Amb posterioritat es va eliminar aquest rigor, quedant fora del dejuni pasqual.
Alguns aliments ofereixen a la gastronomia de la Setmana Santa un cert simbolisme, els més repetits en les diverses cultures europees són:
- L'ou dur: implementat, potser, en el que avui en dia s'anomena ou de pasqua, i el seu origen (anterior al cristianisme) és incert. No obstant, l'ou dur apareix com ingredient a diversos plats.
- El pa. L'anomenat pa pasqual a les cultures d'Europa de l'Est.
- El bacallà. En concret el bacallà salat i assecat, el qual participa en diverses gastronomies de Setmana Santa a Europa i Amèrica.
- El peix assecat.

La gastronomia d'aquesta data és familiar i amb tocs tradicionals, les processons i el recolliment promouen aquesta situació. La situació gastronòmica recorda molt a la Pessa'h i molts dels plats d'aquesta època poden tenir influències clares de les celebracions culinàries del Pessa'h (veure Kearà per més informació). Els jueus solen menjar, per Pasqua, pa sense llevat.
L'abstinència de la ingesta de carn no té la mateixa repercussió a tots els països. Per exemple, en algunes parts d'Europa d'influència ortodoxa i copta, és un costum molt antic la ingesta de xai pasqual (Easter lamb), es sol consumir en forma de sopes com la grega Magiritsa, l'observança d'aquesta tradició no es igual a tots els països cristians.

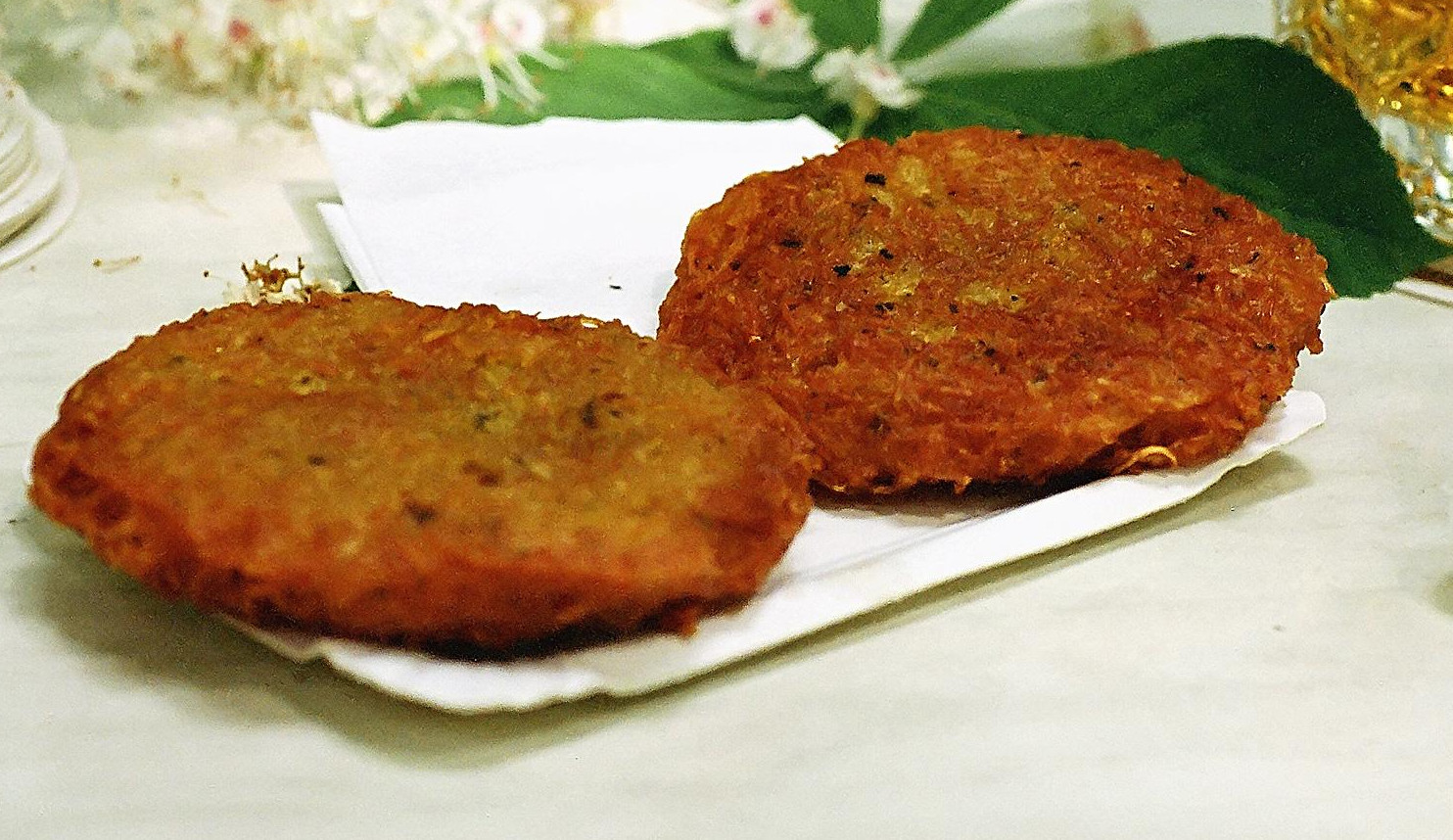
Kartoffelpuffer.

A Alemanya, al igual que en molts dels països del Nord d'Europa, és molt celebrat el costum dels ous de pasqua. A lacuina berlinesa i del Rhein trobem el Kartoffelpuffer, que és una mena de pasta de patata servida especialment durant aquest període religiós.
A Itàlia és molt popular elaborar dolços durant aquesta època i existeixen nombrosos exemples de dolços pasquals (Dolci Pasquali) comː la Colomba pasquale (colom pasqual), la pastiera típica de la Campània, les scarcella a la Pulla o la cuddura de Sicília, el casatiello que és una mena de pa salat molt típic de Nàpols, etc.

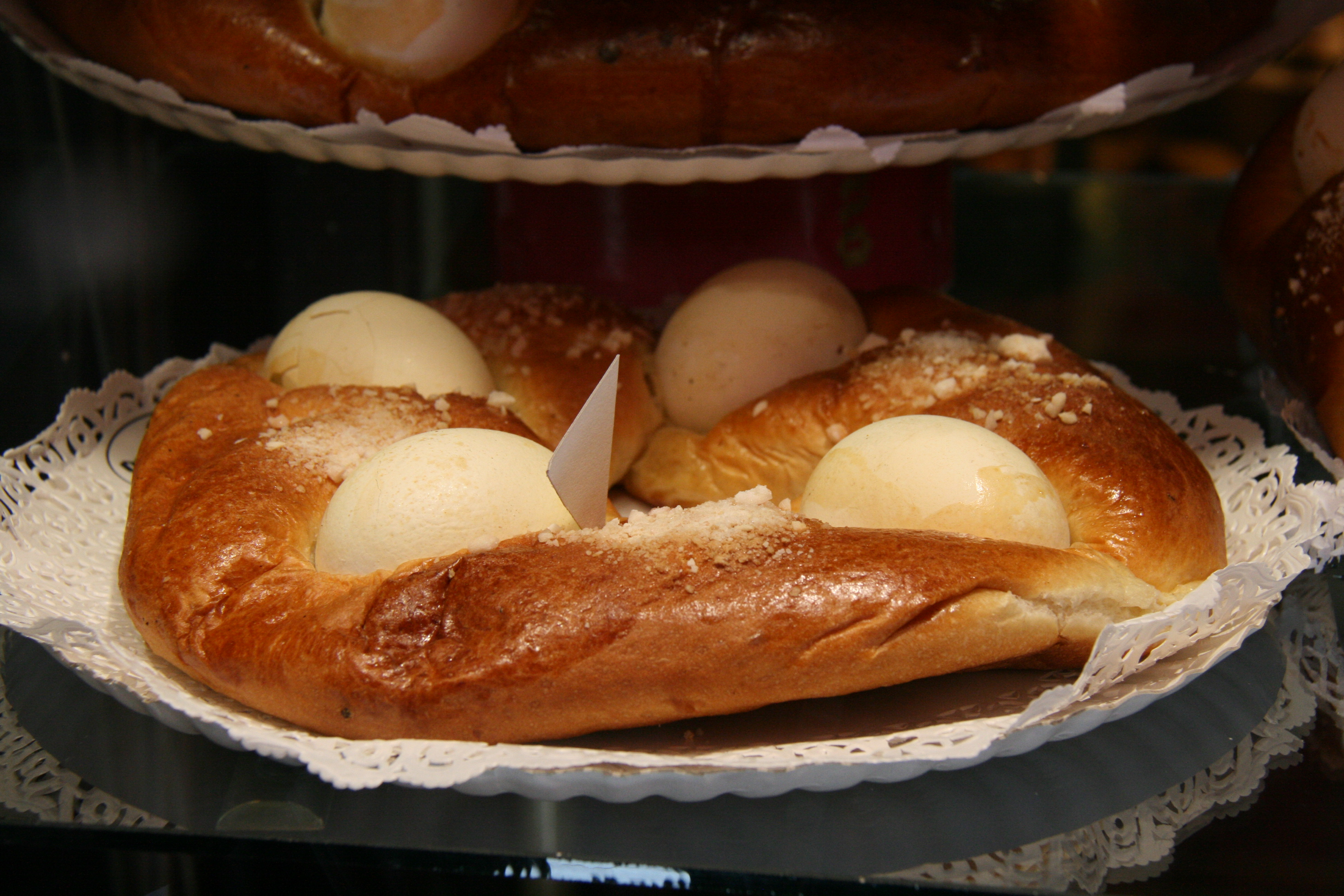
Mones de Pasqua

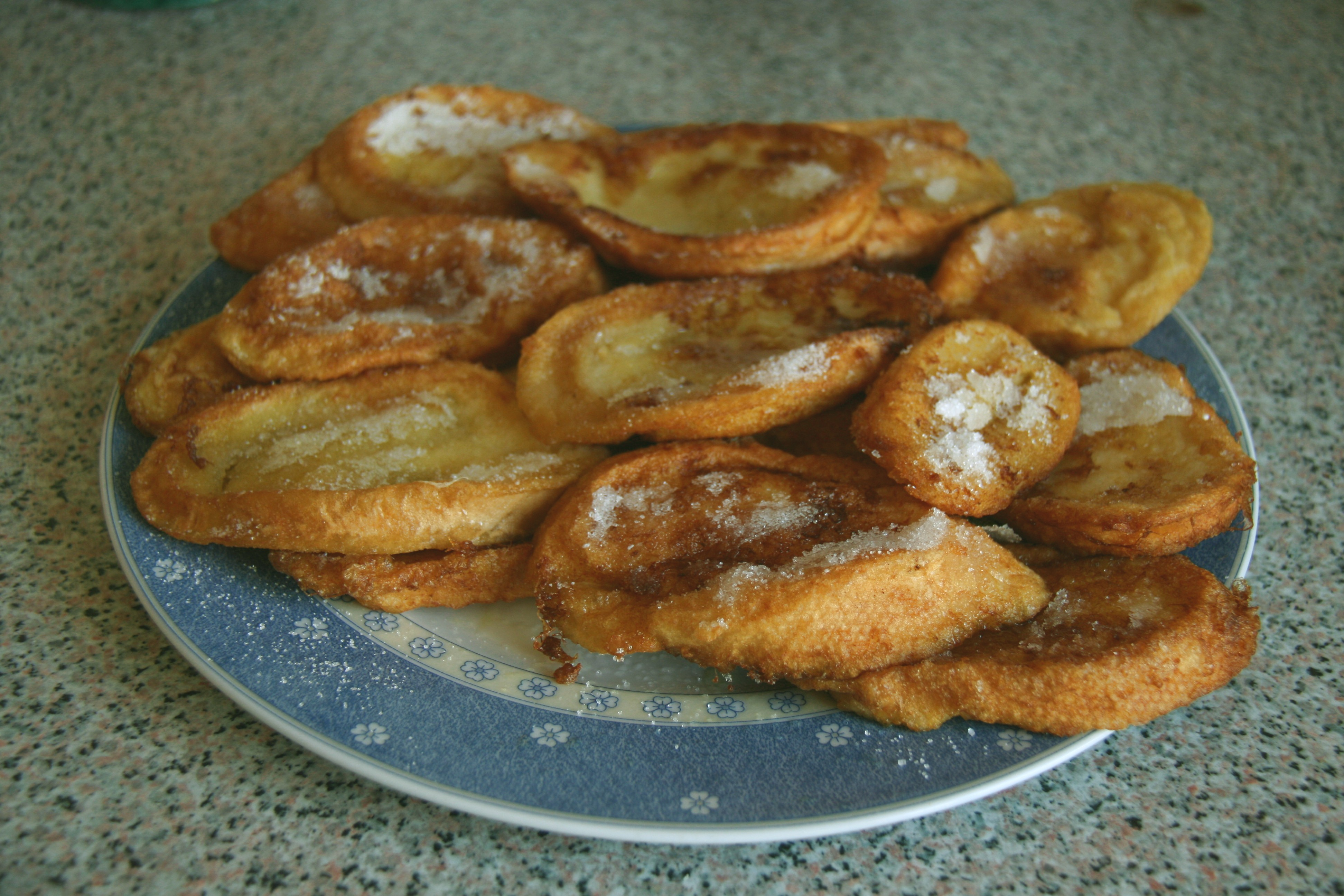
Plat de Torrijas

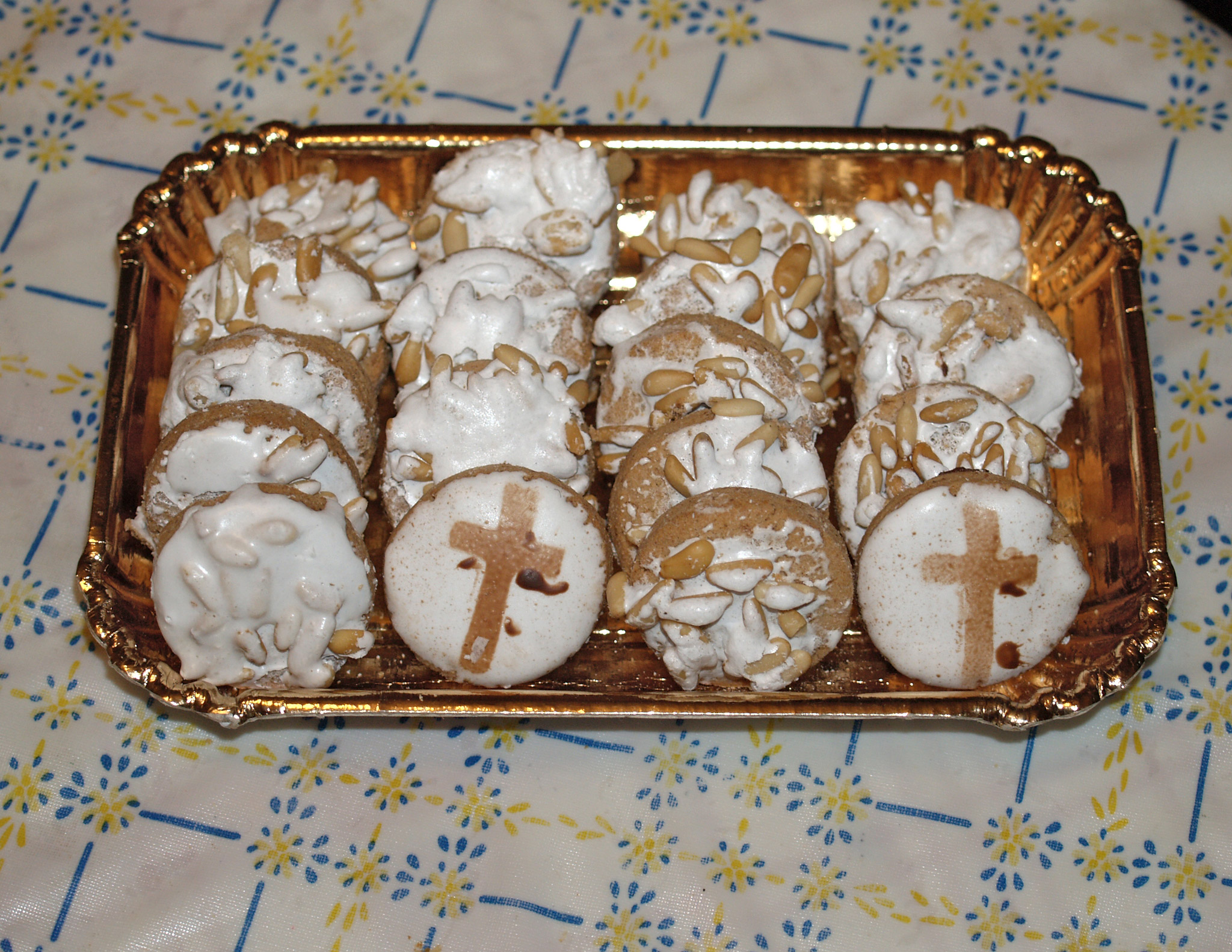
Pastes del penitent. La reposteria espanyola és molt abundant i inclou diversos tipus de dolços, pastetes, pastissos i altres.

Al Nord d'Espanya és tradicional servir una mena de sopa anomenada Sopa d'all, amb els seus crostons de pa dur en aigua i amb grans quantitats de pebre vermell que fa recordar la carn, típic de la Setmana Santa a Zamora. El potatge de vigília, que és una varietat de potatge fet amb bacall̟à en salaó. El bacallà en salaó és el peix protagonista a la Setmana Santa Espanyola, es pot elaborar en forma de bunyols, croquetes i Truita d'ous. Antigament eren molt populars els Ous de Vigília. Al igual que el bacallà, a les zones d'interior, és molt popular el consum de peix en escabetx, com per exemple el Sorell.
A la ciutat de Crevillent (Alacant) és molt popular el pa torrat de Divendres Sant, que consisteix en pa torrat al forn amb abundant oli d'oliva, acompanyat d'alls i de la tradicional coca de seitons, una massa de farina amb seitons fregits amb ceba. A moltes ciutats castellanes és molt popular l'elaboració de les patates vídues.
Al terreny de la pastisseria espanyola pasqual són molt populars a tot el territori les famoses Rostes de Santa Teresa, elaborades amb un pa i les receptes de les quals difereixen prou d'un lloc a un altre, i fins i tot entre cuiners. Les Rostes s'elaboren amb restes de pa i es fregeixen després de remullar-se en llet per ser servides calentes. Els fruits de paella són molt populars a la pastisseria d'aquesta època. En algunes zones del sud d'Espanya són molt populars els pestinyos. A Catalunya són típiques les Mones de Pasqua i a València es sol menjar a l'aire lliure les anomenades llonganiçes de pasqua i les mones (brioixos amb ous durs), o els mateixos Hornazos del sud d'Espanya, els més típics de la Setmana Santa d'Úbeda, conjuntament amb els anomenats Purets Americans.
Els antics romans varen associar el peix amb la deessa Venus, i va ser emprat com el seu principal símbol el dia de la seva festivitat, el divendres, dia en el qual es menjava peix en honor de la deessa.
L'ensenyament de l'Església es basa en l'evangeli de Joan (21ː5) "Llavors Jesús els va dir: Fills... Teniu algun peix? Li van respondre: No... i Ell els va dirː llanceu la xarxa i trobareu pesca, llavors la van llençar, i no la podíen treure a causa de la gran quantitat de peixos", a l'evangeli de Lluc (9ː13) "Doneu-lis vosaltres menjar i ells van dirː no tenim més que cinc pans i dos peixos", llavors Jesús els multiplica. D'aquesta forma se cerca honorar els desitjos que va tenir Jesús en vida en el dia de la seva mort.

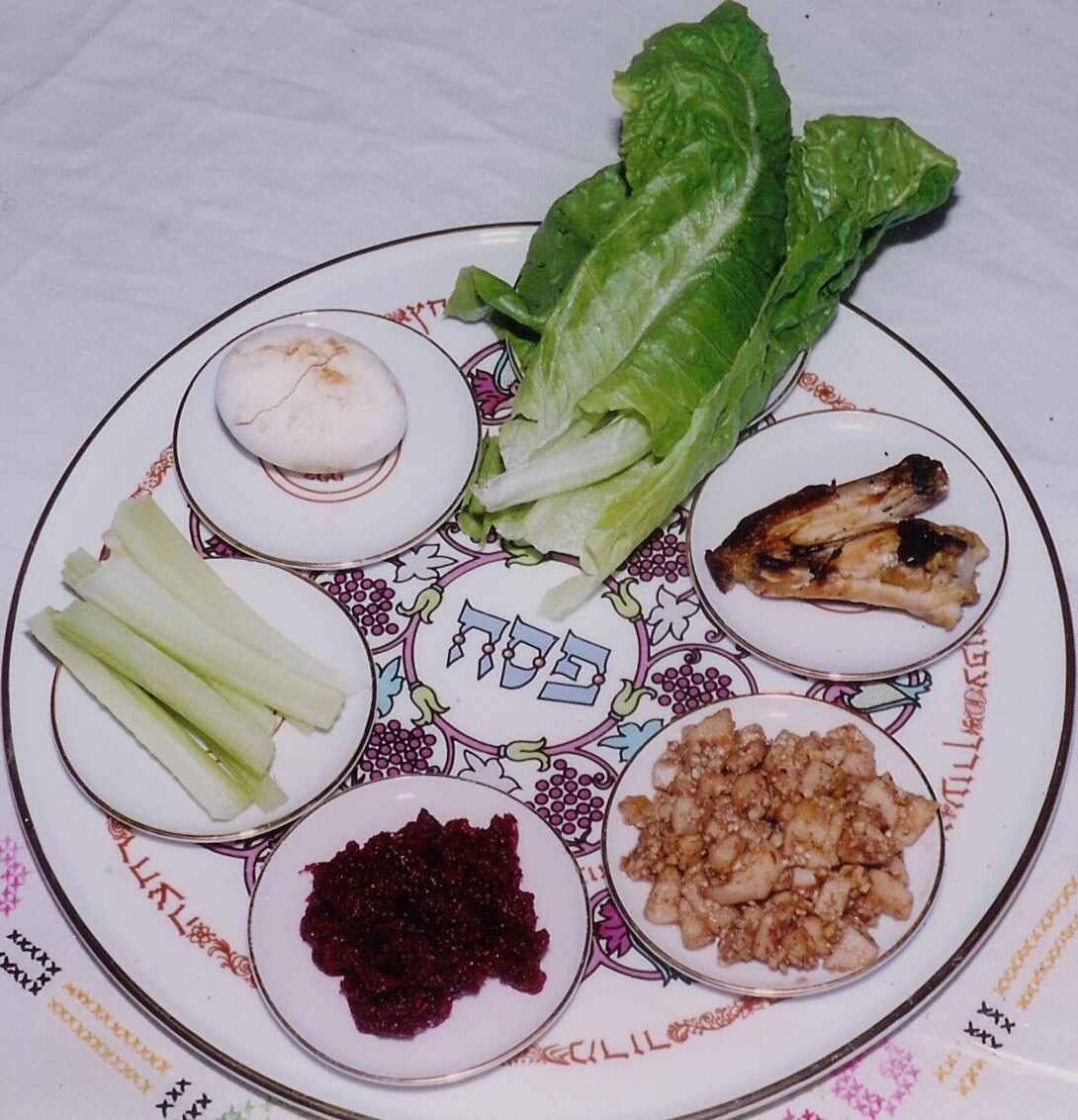
Ordenación tradicional de los ingredientes en el Plato del Séder. Los ingredientes (en sentido de reloj, desde la parte superior): chazeret (lechuga romana), z'roa (una tibia de cordero asada), charoset, maror (chrein), karpas (palos de apio) y beitzah.

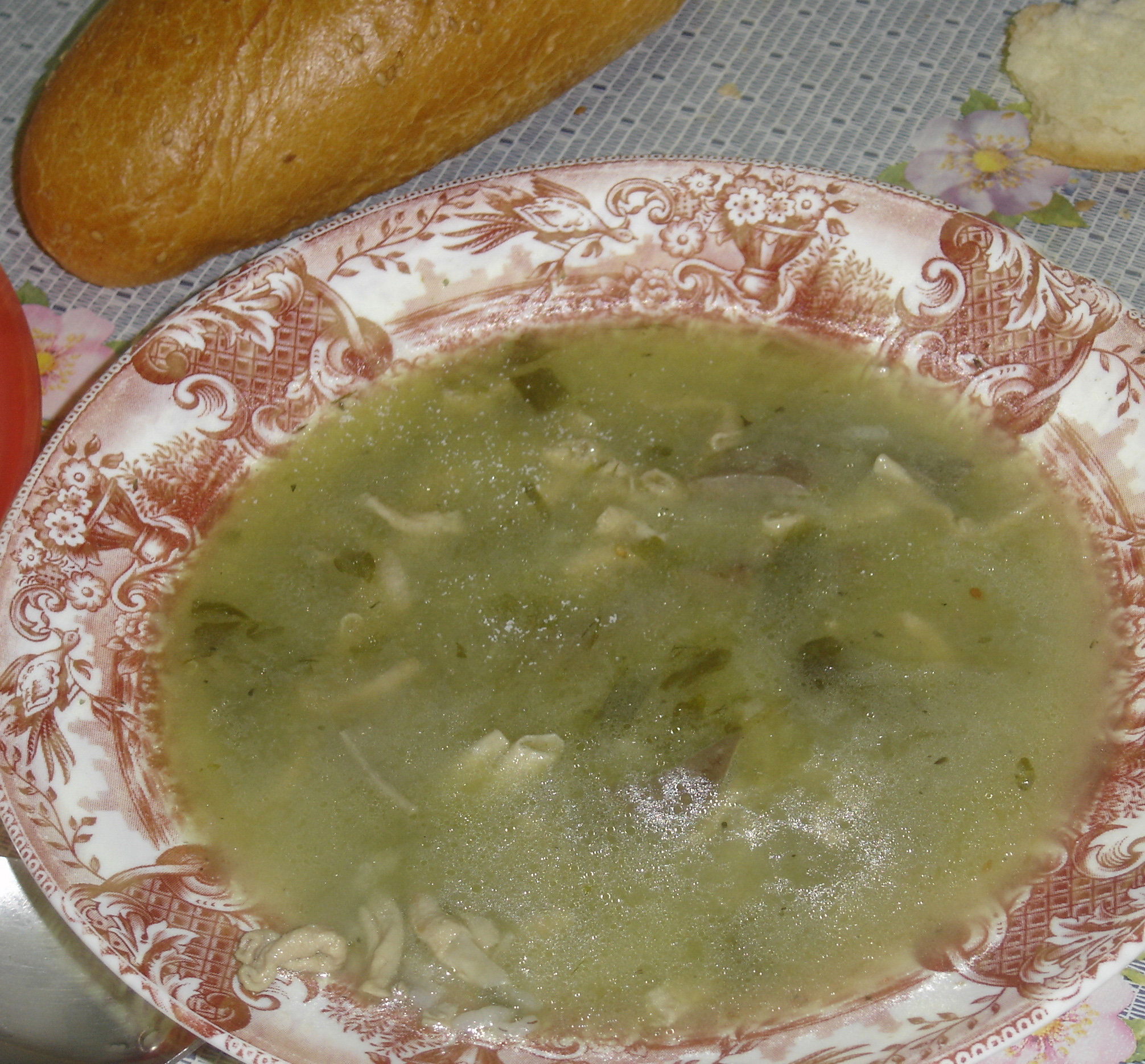
Plato de magiritsa.

### Ous, làctics i mel
Només són objecte de dejuni durant la quaresma, no obstant hi havia butlles especials per poder menjar làcticsː "Indult de Lacticinis". Amb posterioritat es va eliminar aquesta exigència, quedant fora del dejuni pasqual.

## Aliments pasquals
Alguns aliments aporten a la gastronomia de la Setmana Santa un simbolisme, els més repetits a les diferents cultures europees són:
- L'ou durː implementat en el que avui es denomina Ou de Pasqua, i el seu origen (anterior al cristianisme) és incert. No obstant, l'ou dur és ingredient de diversos plats.
- El pa.
- El bacallà. En concret el bacallà salat i assecat que participa en diverses gastronomies de Setmana Santa a Europa i Amèrica.

### Costums jueves
La gastronomia d'aquesta data és familiar i amb tocs tradicionals, les processons i el recolliment promouen aquesta situació. La situació gastronòmica recorda molt a la Péssah i molts dels plats d'aquesta època poden tenir clares influències d'aquestes celebracions (veure Kearà per més informació). Durant aquestes dates, els jueus solen consumir pa sense llevat.

### Les esglésies ortodoxes
L'abstinència del consum de carn no té la mateixa repercussió a tots els països. Per exemple, en algunes parts d'Europa d'influència ortodoxa i copta és un costum molt antic la ingesta de be pasqual (easter lamb), es sol trobar en forma de sopa com la gregaː Magiritsa, l'observació d'aquesta tradició no és igual a tots els països cristians.

## Europa

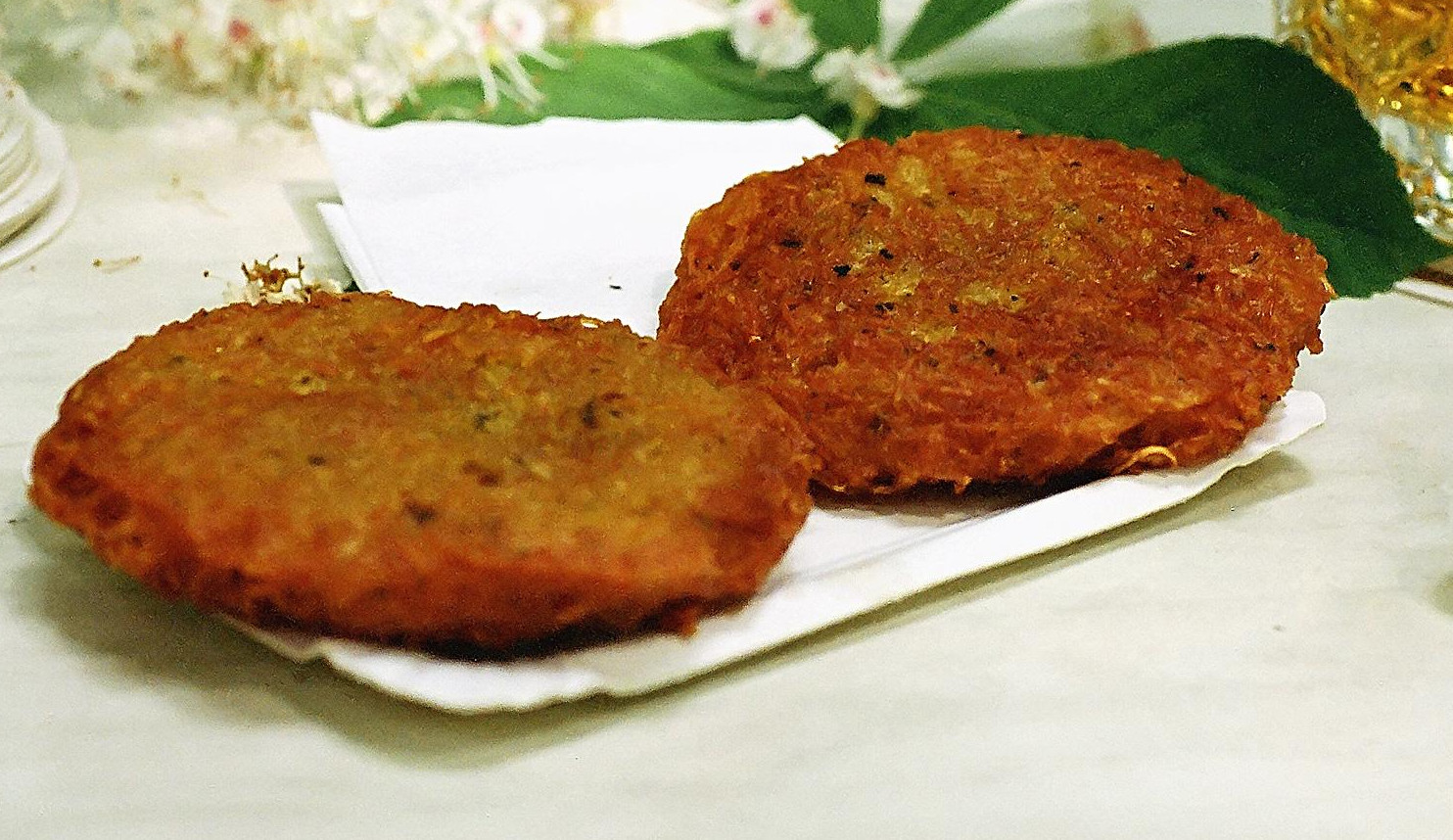
Kartoffelpuffer.

### Alemanya
A Alemanya, al igual que a molts altres països del Nord d'Europa, és molt celebrat el costum dels ous de pasqua. A la cuina berlinesa i del Rhein trobem el Kartoffelpuffer que és una mena de pasta de patata que se serveix especialment durant aquest període religiós.

### Itàlia
A Itàlia és molt popular el consum de dolços durant aquesta època i hi ha nombrosos exemples de dolços paquals comː la Colomba pasquale, la pastiera típica de la Campània, les scarcella de la Pulla o la cuddura de Sicília, el casatiello que és una mena de panet salat molt típic de Nàpols, etc.

### Espanya

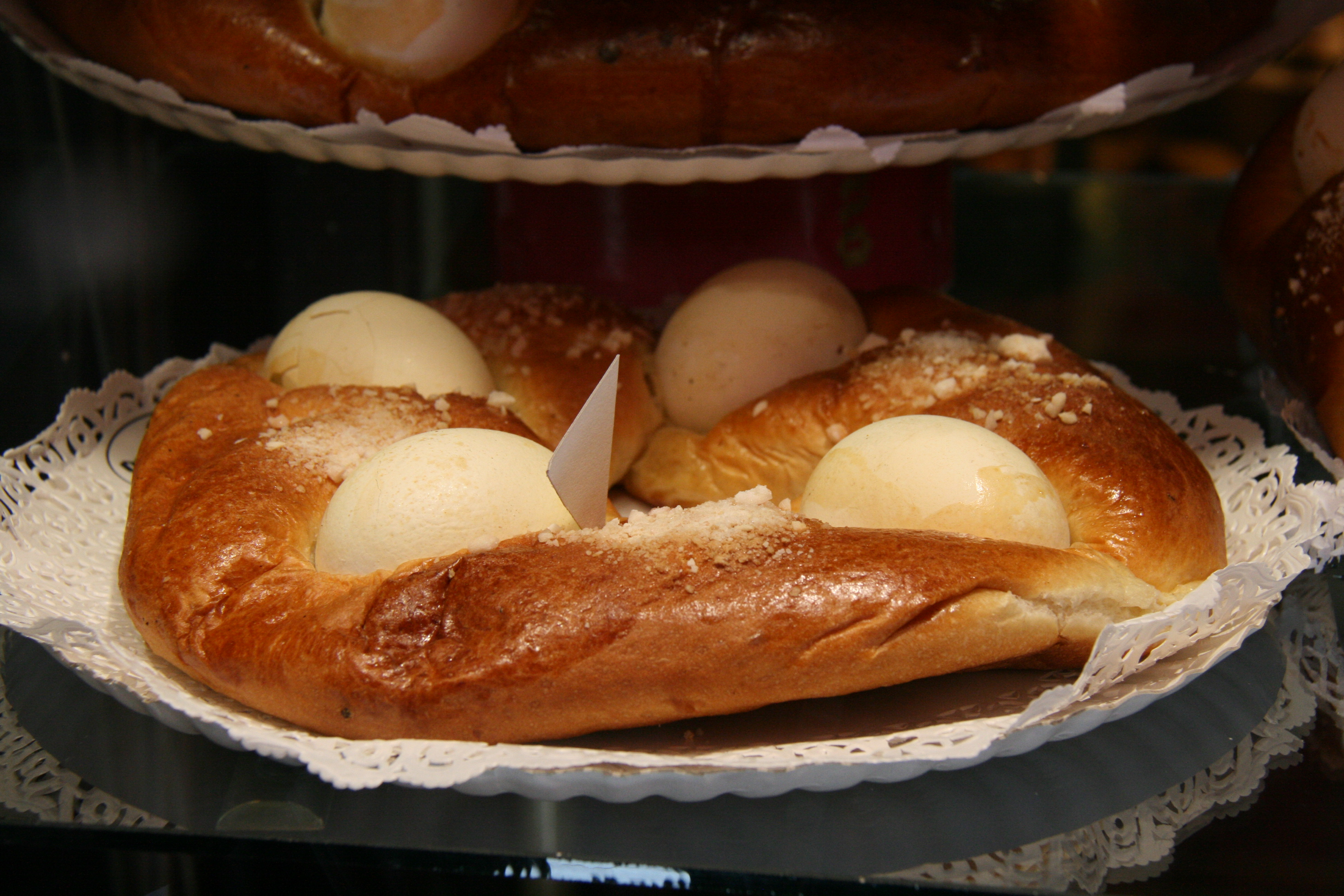
Mona de Pasqua

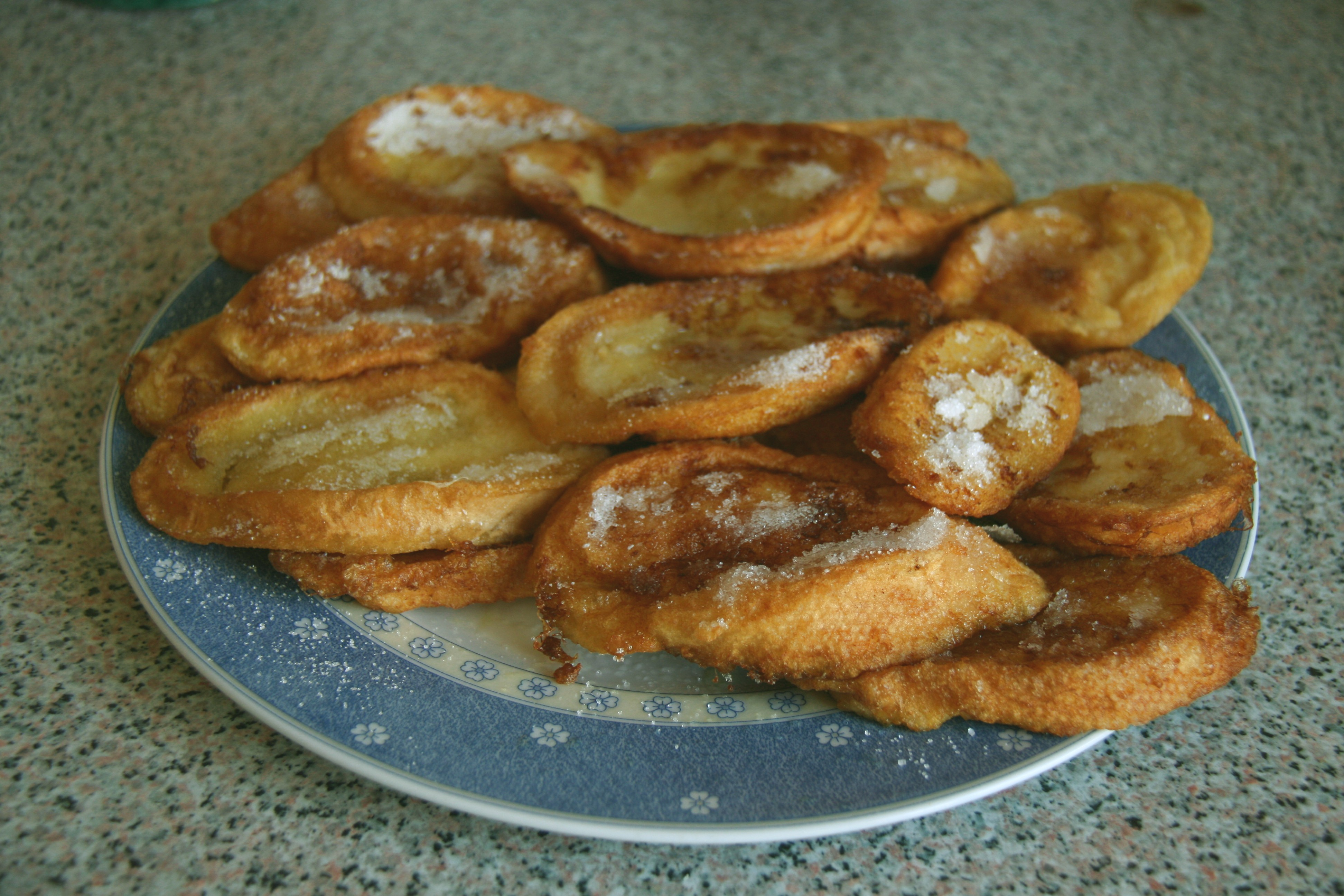
Plat de Torrijas

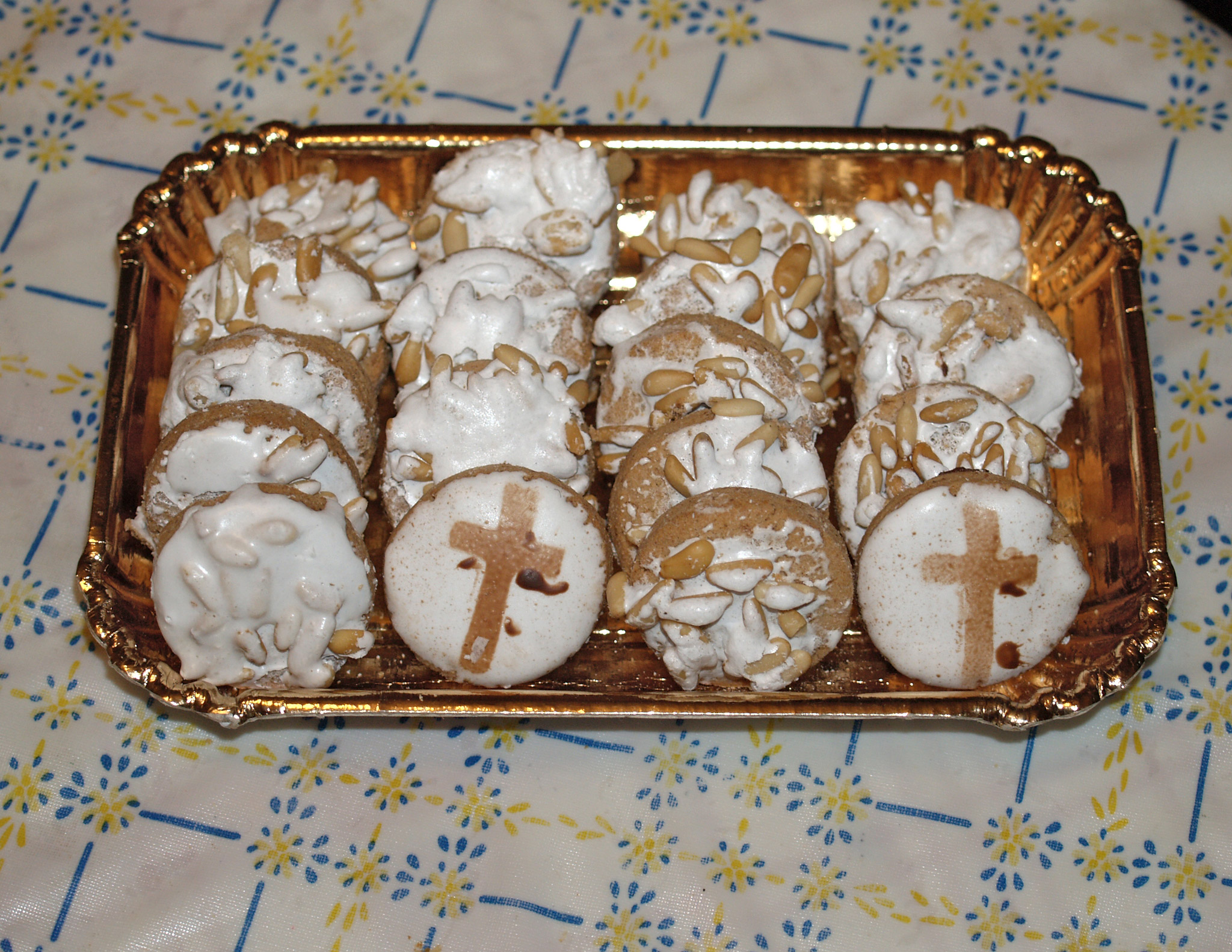
Pastas del penitent.

Al Nord d'Espanya és molt tradicional consumir sopa d'all, amb pa dur i grans quantitats de pebre vermell que fa recordar la carn, típic de la Setmana Santa de Zamora. El potaje de vigília és una mena d'escudella elaborada amb bacallà en salaó. El bacallà en salaó és el peix protagonista de la Setmana Santa a Espanya, s'elabora en forma de bunyols, croquetes i truites. Al igual que el bacallà, a l'interior també és molt popular el consum de peix en escabetx, com el sorell.
A Crevillent (Alacant) és molt popular el pa torrat de Divendres Sant, que consisteix en pa torrat al forn amb abundant oli d'oliva acompanyat d'alls i de la tradicional coca de seitó, masa de farina amb abundant seitó fregit amb ceba. A moltes ciutats castellanes es popular l'elaboració de les patates vídues.

#### Pastisseria

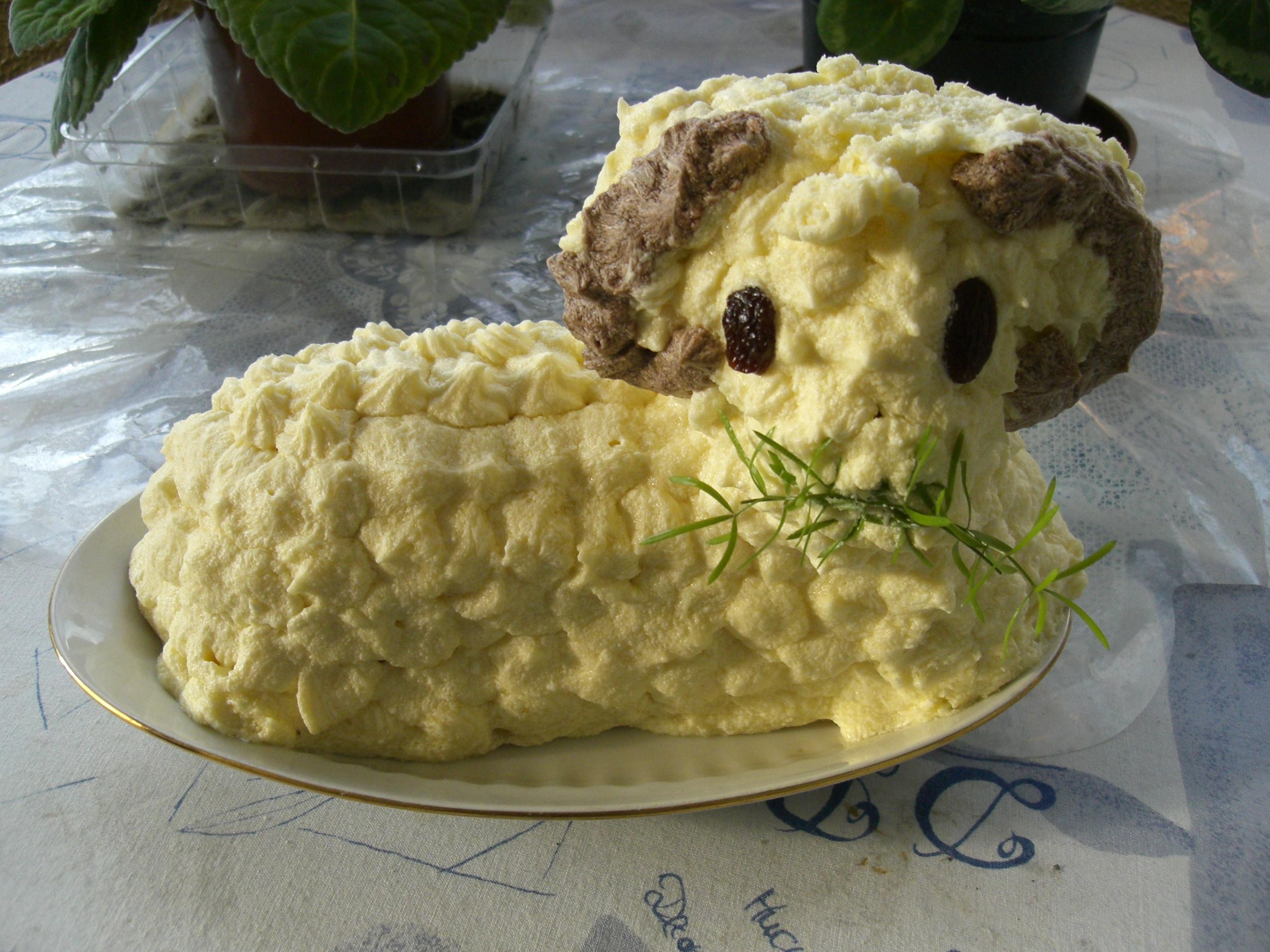
El xai de pasqua, un postre típic de la República Txeca i d'altres països d'Europa de l'Est.

A molts dels països d'Europa de l'Est són molt tradicionals les elaboracions tals com el Babka, un pastís que se serveix el Diumenge de Resurrecció. A Polònia és freqüent ingerir el xai pasqual que es menja com un pastís, i se serveix sopa amb ous durs, sen també popular el Babka.
Per la Pasqua Cristiana es mengen ous de pasqua i tortell de pasqua. Mentre que per Setmana Santa, dates en les quals l'Església Catòlica exigeix dejuni de carn (excepte el peix), son típiques les panades de Vigília (farcides de tonyina), i cuinats amb bacallà o, si no n'hi ha, caçó. Els peixos acompanyats de qualsevol verdura, llegum... i els pastissos pasen a ser els ingredients protagonistes de la majoria de les postres.

### El Salvador
Per Setmana Santa molts salvadorenys catòlics acostumen a preparar fruites amb mel. Jocote, Mango comú i Rostes de Santa Teresa amb mel. També per Divendres Sant s'elaboren tortes de peix (peix en salaó embolicat en massa, fregides i després cuites en sopa amb col).

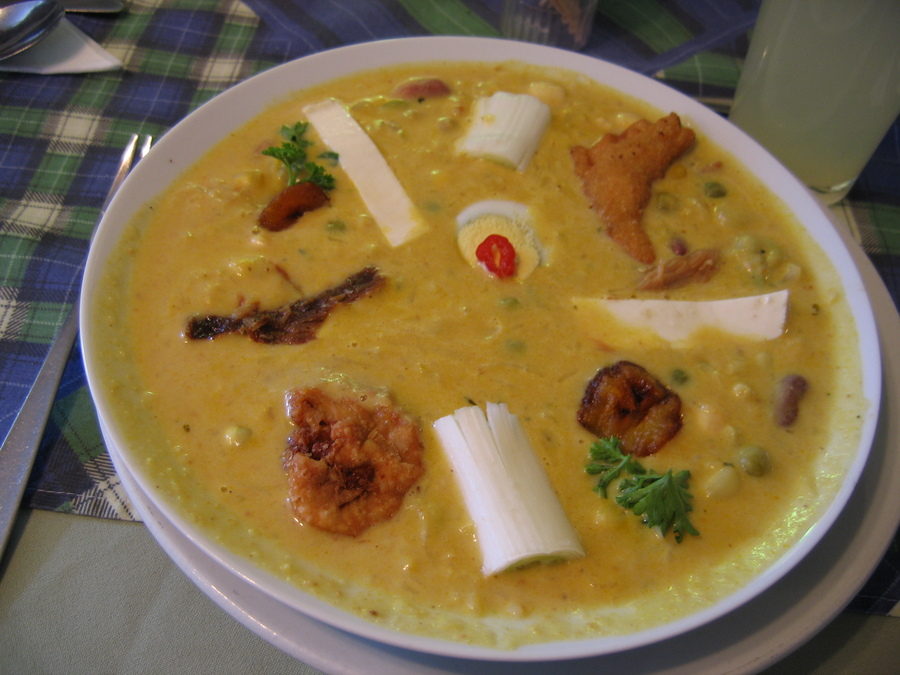
Fanesca.

Durant la Setmana Santa s'elabora un plat anomenat Fanesca. La Fanesca és una mena de sopa elaborada amb vegetals, cereals i bacallà salat, que sol anar acompanyada amb postres com el dolç de figues amb formatge. Aquesta fanesca és un plat que representa a Jesús amb el bacallà i als dotze apòstols o les dotze tribus d'Israel amb les seves varietats de gra. En algunes zones costaneres es preparen plats a base de panotxa de blat de moro. Les humites, que són elaborades amb panotxa molta (verda), llet, ou, formatge i mantega embolicades en fulles de blat de moro i cuinades al vapor, són molt populars a les zones rurals de la província del Guayas. A les zones muntanyoses es prepara quelcom semblant anomenat chihuielde a base de farina de blat de moro, formatge i cebes fregides en mantega pura de vaca i llard, però embolicat en les fulles més gruixudes de la planta del blat de moro. A més, des de la quaresma, es consumeix un dolç tradicional anomenat jucho que es fa amb suc de la canya de sucre, canyella, anís estrellat, clau d'olor, pebre dolç, herbes aromàtiques i almívar de préssec acompanyat d'un fruit silvestre anomenat capul·lí. La Mazamorra, que prové del suc sostret de la panotxa de blat de moro tendre cuit amb llet fins espesar i que pot ser de sabor dolç o salat. També l'arròs amb llet o la tradicional chucula, elaborada amb banana madura, llet canyella, pebre, clau d'olor, sucre, formatge i mantega, després triturat amb un molinet de mà fins que queda cremós, és molt popular a les zones on es produeix molt de plàtan.

### Hondures
La Setmana Santa a Hondures és coneguda com la Setmana Major, durant aquest temps de recolliment espiritual els feligresos i la població en general aprofiten per gaudir de plats típics comː les Rostes amb mel, els bunyols amb mel, a més d'altres fruites i vegetals com la papaia, l'aiot, el mango, totes i cadascuna d'elles acompanyades amb una tassa de Chilate (una beguda elaborada amb diferents tipus de grà) i no pot faltar la famosa sopa de tortes de peix (elaborada amb peix sec, salat en forma rodona).
En aquest país també es porta a terme la tradicional abstinència de carn vermella, els tradicionals romanets, una mena de planta regional (no s'ha de confondre amb el romaní) que es cuina en mole, una complexa salsa elaborada a base de diverses espècies de pebrotera, pa, xocolata, múltiples espècies i llavors oleaginoses. Aquests plats solen anar acompanyats de tortes fetes de patata amb tonyina o de gambeta seca (molta). Es comú també l'elaboració d'un pebrot mexicà anomenat "poblà" amb farcit de pollastre en salsa de tomàquet, de formatge, de tonyina o de qualsevol altre cuinat, segons la zona. També és molt freqüent el consum de sopes de llegums, com llenties i faves, a les quals se'ls hi afegeix tomàquet i ceba fregida, i es couen amb cilantre. A la Puebla de Zaragoza, al sud de Ciutat de Mèxic també s'elaboren els chiles chipotles farcits de formatge. També és una època en la qual es consumeix molt de nopal, preparat de diferents formes.
Es sol consumir varietats de peix local, i marisc durant la quaresma, tant bullits (sopa de marisc, brou de peix...), fins i tot constitueix una tradició el consum de tacos de peix durant la quaresma, única època usual per fer-los a les zones interiors de la república, tot i que es consumeixen diàriament a les zones costaneres. Es comú l'elaboració de l'aigua d'amanida, que consisteix en una barreja de fruites picades (poma, plàtan, meló, síndria, maduixa, papaia...) i enciam en aigua ensucrada; aquesta adquireix el seu color amb el pigment de la flor de jamaica o suc de betabel. Com a postre, al centre del país s'elabora l'anomenada capirotada, una combinació de capes de brioix (elaborat només per Setmana Santa) i xarop de fècula de blat, cuit amb canyella, entre les quals es solen afegir nous, panses, pinyons, ametlles, coco ratllat, figues, poma, pera, préssec, maduixa i acitró (una mena de confitura de la polpa de les biznagues gegants, una cactacia xerofila, la qual és cuita durant diverses hores en caramel). Els ingredients de la capirotada varien segons la zona.

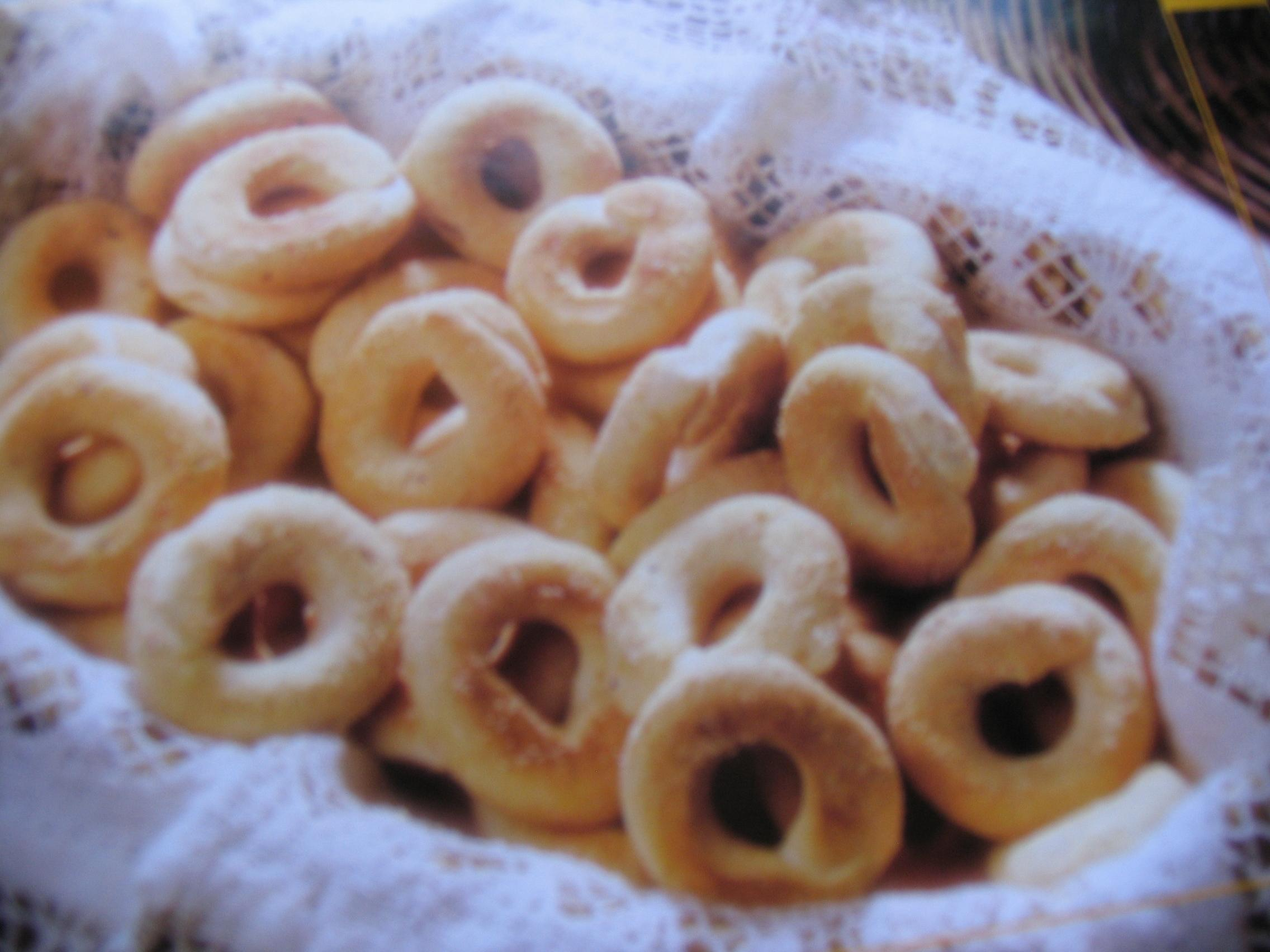
Chipa.

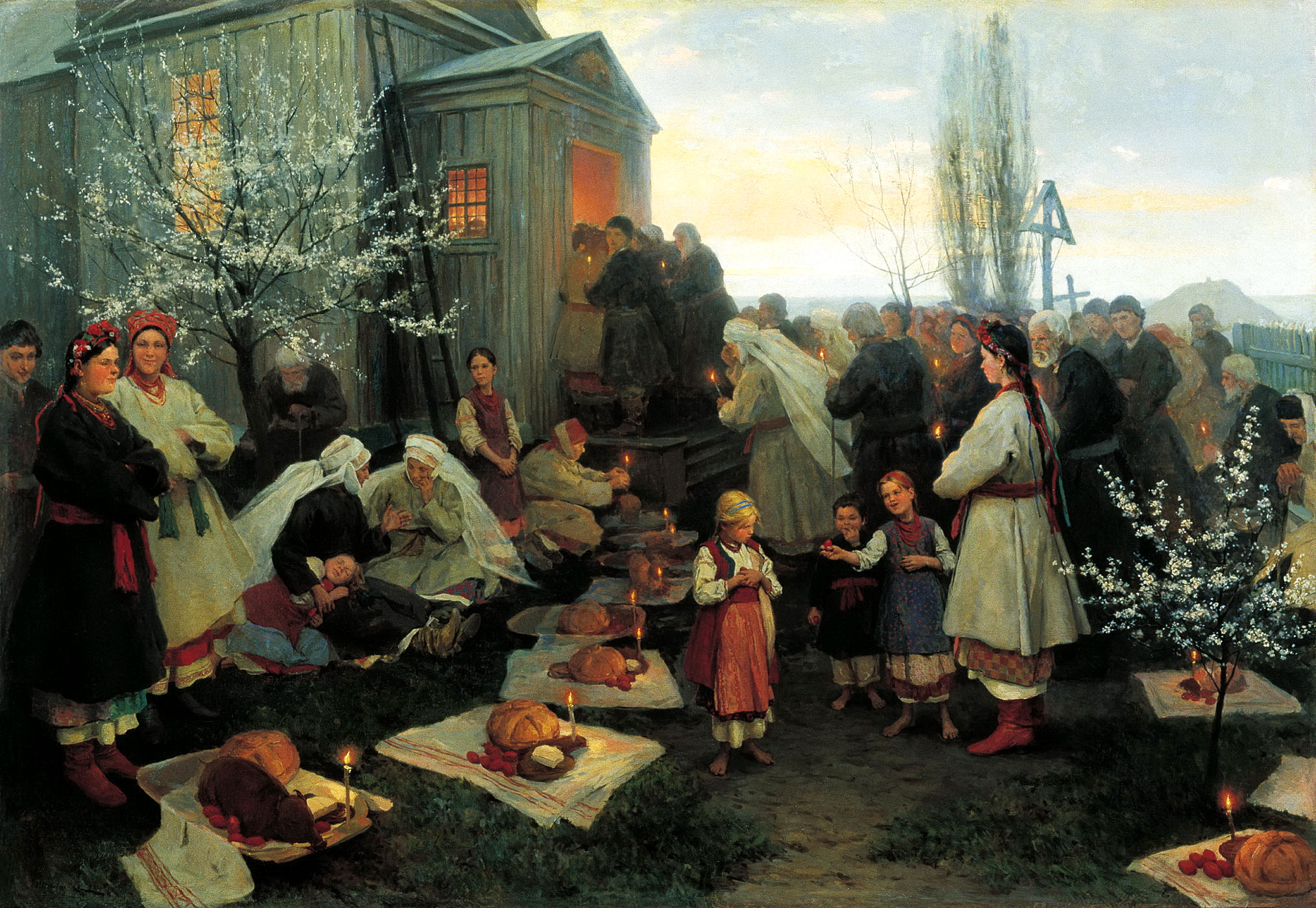
El pa de Pascua (en ucraïnèsː Kulich) - Pintorː Mykola Pymonenko.